# Совка крапивная тёмно-серая
Совка крапивная тёмно-серая, или совка ластовневая (лат. Abrostola asclepiadis) — бабочка из семейства совок (Noctuidae). Размах крыльев от 30 до 40 мм. Гусеницы питаются листьями ластовеня ласточкинова (Vincetoxicum hirundinaria). Распространён в Южной и Центральной Европе, в Финляндии, Швеции, на Кавказе, в Малой Азии.